# Інстанційність
Інстанційність — форма організація судових органів, яка забезпечує право незадоволеній стороні судовим рішенням на перегляд його судом вищого рівня.
В умовах ускладнення суспільних відносин і, відповідно, їх правового регулювання зростає ризик винесення несправедливих судових рішень. Кожна людина, звернувшись до суду, очікує, що спір буде розглянуто чесно, об'єктивно й справедливо. Водночас судді, що безпосередньо розглядають спори й виносять рішення, так само є членами суспільства. Відповідно, людський фактор може спричинити судову помилку, яку виключити повністю не вдається.
Тому інстанційна система має особливе значення, оскільки вона підвищує якість судочинства, що дозволяє суддям вищої інстанції з більшим досвідом, авторитетом і компетентністю виправляти можливі помилки суддів нижчої інстанції, прибирає ризики суб'єктивного ставлення судді до свого рішення при його перегляді.
Інстанційність суду визначає більше не стільки, як постійну структурну складову судової системи, а як склад суду або судовий орган, що розглядає конкретну справу в певний час. Оскільки той самий склад або суд іншу справу може слухати як суд іншої інстанції. 
Міжнародні договори (п. 5 ст. 14 Міжнародний пакт про громадянські та політичні права 1966 р.; ч. 2 ст. 2 Протоколу № 7 до Конвенція про захист прав людини і основоположних свобод) передбачають наявності в кожній національній судовій системі не менше двох судових інстанцій, але, як правило, створюються й використовуються три судових інстанції:
1. Перша судова інстанція — розгляд справи по суті.
2. Друга інстанція — зазвичай це апеляційні суди, у рамках яких можливий повторний розгляд справи по суті в повному обсязі з постановленням нового рішення.
3. Третя інстанція — зазвичай це касаційні судові органи, завдання яких полягає в перевірці не суті справи, а дотримання юридичної процедури розгляду справи й усунення допущених порушень закону.

Українське законодавство передбачає дві інстанції з перегляду рішення суду першої інстанції — апеляційну і касаційну (п.8 ст. 129 Конституція України; ст. 14 ЗУ «Про судоустрій і статус суддів».
Апеляційна інстанція наділена повноваженнями перевіряти правильність застосування нижчим судом закону, а також повноту й об’єктивність установлення фактичних обставин справи.
Касаційна інстанція обмежена лише переглядом питань права.

## Інстанційність цивільного судочинства
Інстанційність цивільних судів визначена в ЦПКУ.
Судовий розгляд цивільної справи виконує суд першої інстанції — місцевими загальними судами, крім окремих справ, які розглядаються в апеляційному суді.
Рішення суду першої інстанції може бути оскаржене незадоволеною стороною в апеляційному суді в апеляційному порядку відповідно до апеляційного округу.
Якщо апеляційний суд вирішував справи, як суд першої інстанції, то апеляційне впровадження здійснює Верховний Суд.
Касаційний розгляд справ, які були попередньо розглянуті судами першої та апеляційними інстанціями, виконує Верховний Суд.